# Liste des monuments historiques de Mâcon
Cet article recense les monuments historiques de Mâcon, en France.

## Statistiques
En 2016, la ville comptait 24 édifices protégés aux monuments historiques. 6 sont classés au titre des monuments historiques, au moins partiellement, 18 sont inscrits.
Le graphique suivant résume le nombre d'actes de protection par décennies (un même édifice pouvant être concerné par plusieurs actes) :

## Liste
Ce tableau présente la liste de tous les monuments historiques classés ou inscrits dans la ville de Mâcon, Saône-et-Loire, en France.
| Monument                                               | Adresse                                      | Coordonnées                      | Notice         | Protection | Date      | Illustration                                          |
| ------------------------------------------------------ | -------------------------------------------- | -------------------------------- | -------------- | ---------- | --------- | ----------------------------------------------------- |
| Ancien Lycée Lamartine                                 | 1 rue Georges Leconte                        | 46° 18′ 18″ nord, 4° 49′ 48″ est | « PA00113329 » | Inscrit    | 1937      | Ancien Lycée Lamartine                                |
| Cathédrale Vieux-Saint-Vincent                         | rue de Strasbourg                            | 46° 18′ 23″ nord, 4° 50′ 05″ est | « PA00113319 » | Classé     | 1862      | Cathédrale Vieux-Saint-Vincent                        |
| Couvent des Ursulines Musée des Ursulines              | Rue des Ursulines                            | 46° 18′ 25″ nord, 4° 49′ 59″ est | « PA00113321 » | Inscrit    | 1929 1962 | Couvent des UrsulinesMusée des Ursulines              |
| Couvent des Cordeliers                                 | place des Cordeliers                         | 46° 18′ 11″ nord, 4° 49′ 48″ est | « PA00113320 » | Inscrit    | 1929      | Couvent des Cordeliers                                |
| Église Saint-Clément                                   | 1 place Saint-Clément                        | 46° 17′ 51″ nord, 4° 49′ 16″ est | « PA00125330 » | Inscrit    | 1993      | Église Saint-Clément                                  |
| Église Saint-Jean-l'Évangéliste de Loché               | Loché                                        | 46° 16′ 40″ nord, 4° 46′ 00″ est | « PA00113310 » | Inscrit    | 1926      | Église Saint-Jean-l'Évangéliste de Loché              |
| Église cathédrale Saint-Vincent                        | Rue du 8 mai 1945                            | 46° 18′ 26″ nord, 4° 49′ 52″ est | « PA00113557 » | Classé     | 1994      | Église cathédrale Saint-Vincent                       |
| Hospice de la Charité                                  | 249 rue Carnot                               | 46° 18′ 11″ nord, 4° 49′ 54″ est | « PA00113322 » | Classé     | 2013      | Hospice de la Charité                                 |
| Hôtel de Lamartine                                     | Rue des Ursulines 3 rue Bauderon-de-Senecé   | 46° 18′ 26″ nord, 4° 49′ 56″ est | « PA00113324 » | Inscrit    | 1928      | Hôtel de Lamartine                                    |
| Hôtel de Rossan de Davayé                              | 4 rue Guichenon 25 rue de la Barre           | 46° 18′ 21″ nord, 4° 49′ 50″ est | « PA71000084 » | Inscrit    | 2017      | Hôtel de Rossan de Davayé                             |
| Hôtel Senecé                                           | 41 rue Sigorgne                              | 46° 18′ 18″ nord, 4° 49′ 56″ est | « PA00113325 » | Classé     | 1962      | Hôtel Senecé                                          |
| Hôtel Vantey                                           | 3 rue de la Paix                             | 46° 18′ 27″ nord, 4° 49′ 57″ est | « PA00113326 » | Inscrit    | 1964      | Hôtel Vantey                                          |
| Hôtel de ville                                         | Quai Lamartine Place Saint-Pierre Rue Carnot | 46° 18′ 11″ nord, 4° 49′ 58″ est | « PA00113327 » | Inscrit    | 1941      | Hôtel de ville                                        |
| Hôtel-Dieu                                             | Rue du 11 novembre 1918                      | 46° 18′ 33″ nord, 4° 49′ 50″ est | « PA00113323 » | Inscrit    | 1964      | Hôtel-Dieu                                            |
| Maison                                                 | 40 rue Carnot                                | 46° 18′ 16″ nord, 4° 50′ 00″ est | « PA00113330 » | Inscrit    | 1928      | Maison                                                |
| Maison                                                 | 65-69 rue Carnot                             | 46° 18′ 15″ nord, 4° 50′ 00″ est | « PA00113331 » | Inscrit    | 1929      | Maison                                                |
| Maison                                                 | 58 rue Philibert-Laguiche                    | 46° 18′ 21″ nord, 4° 49′ 58″ est | « PA00113332 » | Inscrit    | 1929      | Maison                                                |
| Maison                                                 | Rue Saint-Nizier                             | 46° 18′ 18″ nord, 4° 49′ 58″ est | « PA00113333 » | Inscrit    | 1927      | Maison                                                |
| Maison                                                 | 10 rue Sigorgne                              | 46° 18′ 17″ nord, 4° 50′ 01″ est | « PA71000002 » | Inscrit    | 1996      | Maison                                                |
| Maison enseigne                                        | 2 grande rue de Veyle                        | 46° 18′ 33″ nord, 4° 50′ 08″ est | « PA00113334 » | Inscrit    | 1927      | Maison enseigne                                       |
| Maison du Bailli Maison et tour gallo-romaine contiguë | 3, 5 rue Paradis                             | 46° 18′ 22″ nord, 4° 49′ 58″ est | « PA71000045 » | Inscrit    | 2007      | Maison du BailliMaison et tour gallo-romaine contiguë |
| Maison de bois                                         | Place du Marché-aux-Herbes 22 rue Dombey     | 46° 18′ 18″ nord, 4° 50′ 03″ est | « PA00113328 » | Classé     | 1920      | Maison de bois                                        |
| Monument aux morts du square de la Paix                | Square de la Paix                            | 46° 18′ 29″ nord, 4° 49′ 55″ est | « PA71000083 » | Inscrit    | 2016      | Monument aux morts du square de la Paix               |
| Pont Saint-Laurent                                     |                                              | 46° 18′ 18″ nord, 4° 50′ 13″ est | « PA00113335 » | Classé     | 1987      | Pont Saint-Laurent                                    |
| Villa Palacios                                         | 12 rue des Lilas                             | 46° 18′ 33″ nord, 4° 49′ 33″ est | « PA71000101 » | Inscrit    | 2024      | Villa Palacios                                        |